# نزاع أتاكاما الحدودي

الحدود بين بيرو وبوليفيا وتشيلي والأرجنتين قبل وبعد حرب المحيط الهادئ 1879. تعود المنطقة المظللة اليوم إلى تشيلي والأرجنتين.

نزاع أتكامة الحدودي هو نزاع بين تشيلي وبوليفيا، نشأ عن نقل الساحل البوليفي والطرف الجنوبي من البيرو إلى تشيلي في القرن التاسع عشر من خلال معاهدة أنكون مع بيرو ومعاهدة السلام والصداقة لعام 1904 بين تشيلي وبوليفيا بعد حرب المحيط الهادئ (1879 – 1883). يُعتبر النزاع مستمرًا لأن بوليفيا لا زالت تطالب بمنفذ حر إلى المحيط الهادئ. يأخذ الصراع اسمه من صحراء أتكامة التي تقع فيها المنطقة المتنازع عليها. بسبب نقل ملكية الأراضي إلى كل من الأرجنتين وتشيلي إبان ضم تشيلي للساحل البوليفي في عام 1879، نجم نزاع بونا دي أتكامة – سوي هذا النزاع الجانبي في عام 1899.

## جذور
نشأ النزاع من الحدود المقامة في ظل الإمبراطورية الإسبانية والتي عينت صحراء أتكامة على أنها الحدود الشمالية لرئاسة تشيلي العامة. يختلف المؤرخون البوليفيون والتشيليون حول ما إذا كانت أراضي تشاركاس، التي كانت في الأصل جزءًا من النيابة الملكية على بيرو ولاحقًا من النيابة الملكية على ريو دي لا بلاتا وفي النهاية جزء من بوليفيا، تشمل منفذًا على البحر. داعمين ادعاءاتهم بوثائق مختلفة، يزعم البوليفيون أنها تملك منفذًا في حين يعارض التشيليون. عندما أسس سيمون بوليفار بوليفيا كدولة في عام 1825، ادعى حق الوصول إلى البحر، متجاهلًا المطالبات المتداخلة من قِبل تشيلي، التي حصلت على استقلالها قبل 7 سنوات.
نما النزاع الحدودي بين بوليفيا وتشيلي ببطء خلال معظم القرن التاسع عشر حول ممر أتكامة، وهو جزء من صحراء أتكامة التي تشكل الآن شمال تشيلي. يحد صحراء أتكامة السلسلة الساحلية التشيلية من الغرب وجبال الأنديز من الشرق. كانت جغرافية المنطقة عاملًا كبيرًا للغاية في تحديد كيفية بدء النزاع الحدودي. بسبب الجبال، تهطل الأمطار في المنطقة من مرتين إلى أربع مرات فقط في القرن الواحد، مما يجعلها واحدة من أكثر الأماكن جفافًا على وجه الأرض.
بعد استقلال تشيلي (1818) وبوليفيا (1825)، لم تهتم أي من الحكومات التالية في كلا البلدين بترسيم حدودها. عند اكتشاف مكامن النترات والفضة والنحاس في المنطقة، لم تكن الحدود الوطنية قد رُسمت بشكل قطعي بعد. وضعت كل من بوليفيا وتشيلي مطالب متنافسة على الإقليم. استرعى اهتمام الدول الأخرى نظرًا لأهمية النترات في إنتاج الأسمدة والمتفجرات القوية؛ كان لبريطانيا وإسبانيا والولايات المتحدة مصلحة إستراتيجية واقتصادية في السيطرة على الموارد ومنح دعمها للأطراف المختلفة. نما نفوذ تشيلي في المنطقة المتنازع عليها، إذ بدأ المنقبون، وبعضهم مدعوم من الشركات التشيلية والأجنبية، في التقدم شمالًا لإنشاء المناجم والمنشآت الخاصة بالمرافئ. نُفذ معظم الاستثمار الاقتصادي للمنطقة الساحلية من قِبل الشركات التشيلية والمصالح البريطانية، تحت رعاية الاقتصاد التشيلي الأكثر قوة ومؤسساتها الأكثر استقرارًا.

## معاهدة الحدود عام 1866
لم يجري الاتفاق بوضوح على الحدود الوطنية في المنطقة حتى عام 1866؛ تفاوض البلدان على معاهدة عينت خط عرض 24° جنوب حدًا، وأعطت بوليفيا وتشيلي حق المشاركة في عائدات الضرائب على الصادرات المعدنية من الإقليم الواقع بين خطي العرض 23° و25° جنوبًا. حلت معاهدة ثانية في عام 1874 محل هذه المعاهدة، خولت بوليفيا بجمع كامل الإيرادات الضريبية بين خطي العرض 23° و24° جنوبًا، ولكنها حددت نسب ضريبية على الشركة التشيلية لمدة 25 عامًا.

## حرب المحيط الهادئ

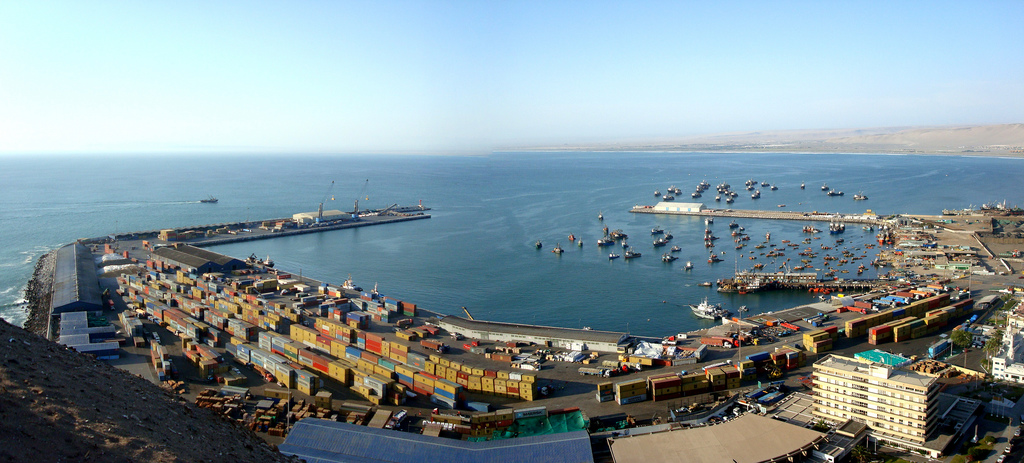
ميناء أريكا في عام 2008

في 27 نوفمبر 1873، وقعت شركة أنتوفاغاستا للنترات والسكك الحديدية عقدًا مع الحكومة البوليفية خُولت بموجبه على استخراج الملح الصخري المعفى من الرسوم الجمركية لمدة 25 عامًا. في فبراير 1878، اكتشف الكونغرس البوليفي والجمعية التأسيسية الوطنية أن العقد ناقص لأنه غير مصدق من قِبل الكونغرس وفقًا لما يقتضيه الدستور البوليفي لعام 1871. ومن ثم، فإن الكونغرس سيوافق على العقد بشرط أن تدفع الشركة 10 سنتات ضريبية على كل قنطار من المعادن المستخرجة. زعمت تشيلي أن معاهدة الحدود لعام 1874 لم تسمح بمثل هذه الزيادة الضريبية. واشتكت الشركة من أن زيادة المدفوعات غير قانونية. مارست الشركة ضغوطًا كبيرة وطالبت الحكومة التشيلية بالتدخل.
عندما رفضت شركة أنتوفاغاستا للنترات والسكك الحديدية الدفع، هددت الحكومة البوليفية في عهد الرئيس هيلاريون دازا بمصادرة ممتلكاتها. ردت تشيلي بإرسال سفينة حربية إلى المنطقة في ديسمبر 1878. أعلنت بوليفيا الاستيلاء على الشركة وبيعها بالمزاد في 14 فبراير 1879. هددت تشيلي بدورها بأن مثل هذا الإجراء من شأنه أن يجعل معاهدة الحدود باطلة ولاغية. في عام 1873 وقعت بيرو وبوليفيا على معاهدة سرية للدفاع المشترك.
بعد فترة وجيزة من إدراكها لمعاهدة التحالف بين بيرو وبوليفيا، أعلنت تشيلي الحرب على كلا البلدين في أبريل 1879. في غضون أربع سنوات، هزمت تشيلي الجهود الحربية المشتركة لبوليفيا وبيرو. أدى ذلك في النهاية إلى ضم تشيلي لمقاطعة تاراباكا البيروفية وإقليم أريكا، بالإضافة إلى مقاطعة ليتورال البوليفية، مما جعل بوليفيا دولةً غير ساحلية.
في عام 1884، وقعت بوليفيا هدنة منحت السيطرة لتشيلي على الساحل البوليفي بأكمله ومقاطعة أنتوفاغاستا والمكامن القيّمة للنترات والنحاس وغيرها من المعادن. وقع البلدان على معاهدة السلام والصداقة عام 1904، والتي جعلت هذه التسوية دائمة. أنشأت تشيلي سكة حديدية تربط العاصمة البوليفية لاباز بميناء أريكا وضمنت حرية عبور التجارة البوليفية عبر الموانئ والأراضي التشيلية.